# والتر کرک
والتر کرک (انگلیسی: Walter Kirke؛ ۱۹ ژانویه ۱۸۷۷ – ۲ سپتامبر ۱۹۴۹) فرد نظامی اهل بریتانیا بود. وی همچنین برندهٔ جوایزی همچون نشان حمام شده‌است.